# Dolichocybaeus momotaro
Dolichocybaeus momotaro är en spindelart som först beskrevs av Yoh Ihara och Koichi Nojima 2005.  Dolichocybaeus momotaro ingår i släktet Dolichocybaeus och familjen vattenspindlar. Inga underarter finns listade i Catalogue of Life.